# Cees-Rein van den Hoogenband
Cees-Rein van den Hoogenband (Bandung, 6 juni 1949) is een Nederlander die voorzitter is van de medische commissie van World Aquatics. Voordat hij met pensioen ging, werkte hij als traumachirurg in Geldrop. Hij was 25 jaar clubarts van PSV Eindhoven. Op vier Olympische Zomerspelen, van 1996 tot 2008, was hij teamarts van de Nederlandse zwem- en waterpoloploegen. Van 2010 tot 2021 was hij chef-arts van het NOC*NSF en in die functie aanwezig op twee Zomerspelen en twee Winterspelen.

## Biografie

#### Opleiding tot arts en chirurg
Van den Hoogenband studeerde tot 1974 medicijnen aan de Universiteit Utrecht. Hij volgde een opleiding tot chirurg in het Academisch Ziekenhuis Maastricht. Zijn proefschrift uit 1982 heeft als titel: 'Diagnostic and therapeutic aspects of inversion trauma of the ankle joint'. Zijn onderzoek ging dus over de diagnose en behandeling van een inverse verstuiking van de enkel. Bij een inversie verzwikt de enkel naar buiten en de voet naar binnen. 

#### Traumachirurg in Geldrop
Vanaf juli 1986 tot 2010 was Van den Hoogenband chirurg in het Geldropse St. Anna Ziekenhuis. Zijn specifieke medische expertise in Geldrop bestond uit algemene chirurgie, sportgeneeskunde/traumatologie, knie/enkel-artroscopie en kinderchirurgie. Van 2008 tot 2018 was hij medisch directeur van het Geldropse sportgezondheidscentrum Anna TopSupport. Daarna bleef hij betrokken als adviseur. Hij werkte mee aan verschillende wetenschappelijke sportmedische publicaties.

#### Clubarts bij MVV en PSV
Van den Hoogenband heeft een passie voor voetbal. Hij speelde zelf als rechtsachter in de jeugd van PSV Eindhoven. Tijdens zijn opleiding tot chirurg werkte hij als arts bij MVV Maastricht. Na de verhuizing naar Geldrop was hij 25 jaar lang clubarts en hoofd medische begeleiding van PSV. Hij maakte de beste periode van de club mee vanaf de zijlijn en was erbij toen PSV de Europacup won. Hij begeleidde onder andere Ruud van Nistelrooij bij herstel van een zware knieblessure. Met rechtsachter Berry van Aerle had hij een speciale band. In 2009 stopte hij met het werk langs de lijn en in 2011 nam hij afscheid om te gaan werken voor NOC*NSF.

#### Teamarts zwem- en waterpoloploegen
Tijdens zijn studie in Maastricht begeleidde Van den Hoogenband al de Nederlandse waterpoloploeg bij de jeugd. Jaren later, vanaf 1996 ging hij als teamarts van de Nederlandse zwem- en waterpoloploegen mee naar de vier Olympische Zomerspelen waar zijn zoon Pieter aan meedeed. Ook zette hij zich bestuurlijk in. Zo was hij oprichter en voorzitter van de Stichting Topzwemmen Zuid-Nederland, het latere Nationaal Zweminstituut Eindhoven. Hij was lid van de medische commissie van de Europese zwembond, de Ligue Européenne de Natation, nu European Aquatics. In 2009 werd Van den Hoogenband verkozen tot voorzitter van de medische commissie van de wereldzwemorganisatie World Aquatics.

#### Chefarts van NOC*NSF
Vanaf 2011 was Van den Hoogenband chefarts bij het NOC*NSF. In die functie ging hij mee naar de Olympische Spelen in Londen 2012, Sotsji 2014, Rio de Janeiro 2016 en Pyeongchang 2018. Bij de naar 2021 verschoven Tokyo 2020 hield hij bewust afstand, omdat zoon Pieter Chef de Mission van de Nederlandse ploeg was.

## Persoonlijk
Van den Hoogenband is een zoon van kolonel Cornelis van den Hoogenband, die in januari 1942 het commando voerde van het Koninklijk Nederlandsch-Indisch Leger (KNIL) in de Slag om Balikpapan. Cees-Rein is getrouwd met oud-zwemster en zwemtrainster Astrid Verver. Het echtpaar kreeg drie kinderen, waaronder voormalig topzwemmer Pieter van den Hoogenband. In 2005 ontving Van den Hoogenband de onderscheiding van Officier in de Orde van Oranje-Nassau.